# When I Yoo Hoo
Pour plus de détails, voir Fiche technique et Distribution.
When I Yoo Hoo est un film américain d'animation réalisé par Friz Freleng, sorti en 1936.
Produit par Leon Schlesinger et distribué par Warner Bros., ce cartoon fait partie de la série Merrie Melodies.

## Fiche technique
- Réalisation : Friz Freleng
- Production : Leon Schlesinger Studios
- Musique originale : Norman Spencer
- Montage : Bernard Brown et Treg Brown
- Format : 35 mm, ratio 1.37 :1, couleur, mono
- Durée : 7 minutes
- Pays de production :  États-Unis
- Langue : anglais
- Genre : animation
- Distribution : 
  - 1936 : Warner Bros. Pictures cinéma
- Date de sortie : 
  - États-Unis : 27 juin 1936